# Kakaki

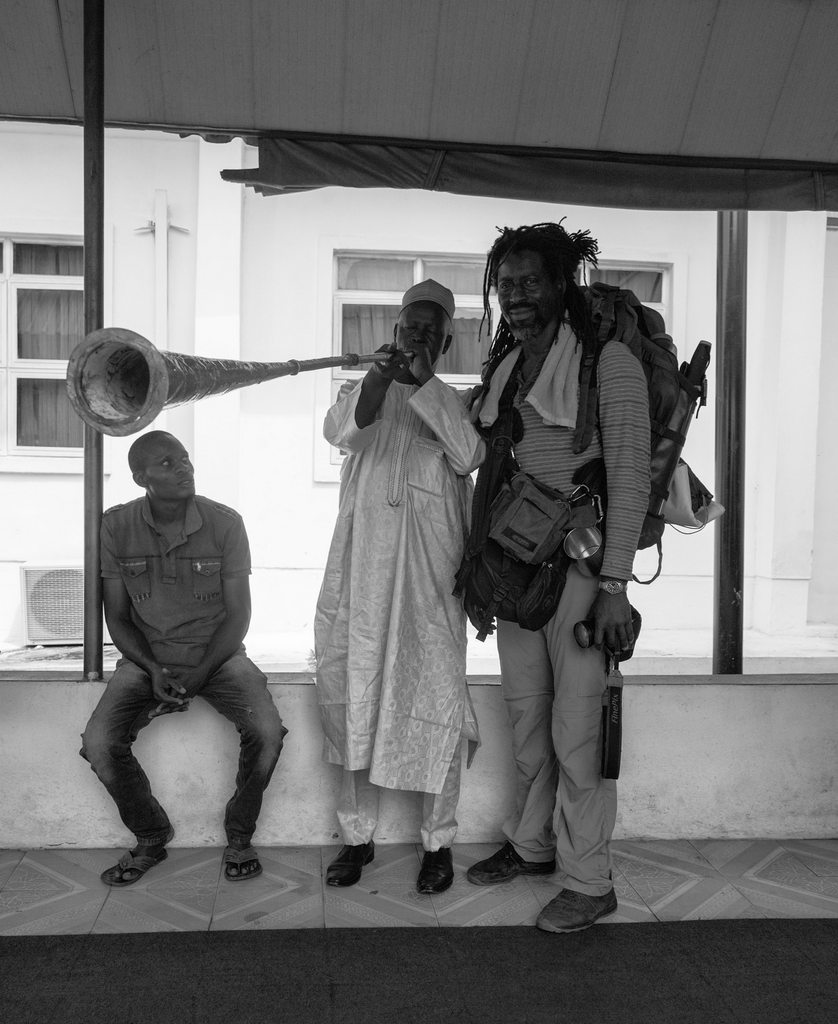
Kakaki en Nigeria

La kakaki es una trompeta metálica de tres a cuatro metros de largo usadas en la música tradicional africana ceremonial. Kakaki es el nombre usado en Chad, Burquina Faso, Níger y Nigeria. También conocen como waza en Chad y Sudán, y como malakat en Etiopía. El kakaki es tocado exclusivamente por hombres. Se suele utilizar en la música hausa.Este instrumento es originario de África